# Удо Пламберґер
Удо Пламберґер (нім. Udo Plamberger; нар. 1 січня 1971) — колишній австрійський тенісист.
Найвищу одиночну позицію світового рейтингу — 283 місце досяг 9 вересня 1996, парну — 124 місце — 26 травня 1997 року.

## Фінали Туру ATP за кар'єру

### Парний розряд: 1 (0–1)
| Результат | Ранг | Дата     | Турнір                                          | Покриття | Партнер     | Суперники               | Рахунок  |
| --------- | ---- | -------- | ----------------------------------------------- | -------- | ----------- | ----------------------- | -------- |
| Поразка   | 1.   | Сер 1996 | Відкритий чемпіонат Хорватії з тенісу, Хорватія | Ґрунт    | Гірт Дзелде | Пабло Альбано Луїс Лобо | 4–6, 1–6 |

## Титули на челленджерах

### Парний розряд: (1)
| Ранг | Рік  | Турнір          | Покриття | Партнер     | Суперники                | Рахунок       |
| ---- | ---- | --------------- | -------- | ----------- | ------------------------ | ------------- |
| 1.   | 1998 | Пржибрам, Чехія | Ґрунт    | Ота Фукарек | Петр Пала Радек Штепанек | 2–6, 6–3, 6–4 |